# Osmia pingreeana
Osmia pingreeana là một loài Hymenoptera trong họ Megachilidae. Loài này được Michener mô tả khoa học năm 1937.